# Synagoge (Suchowola)

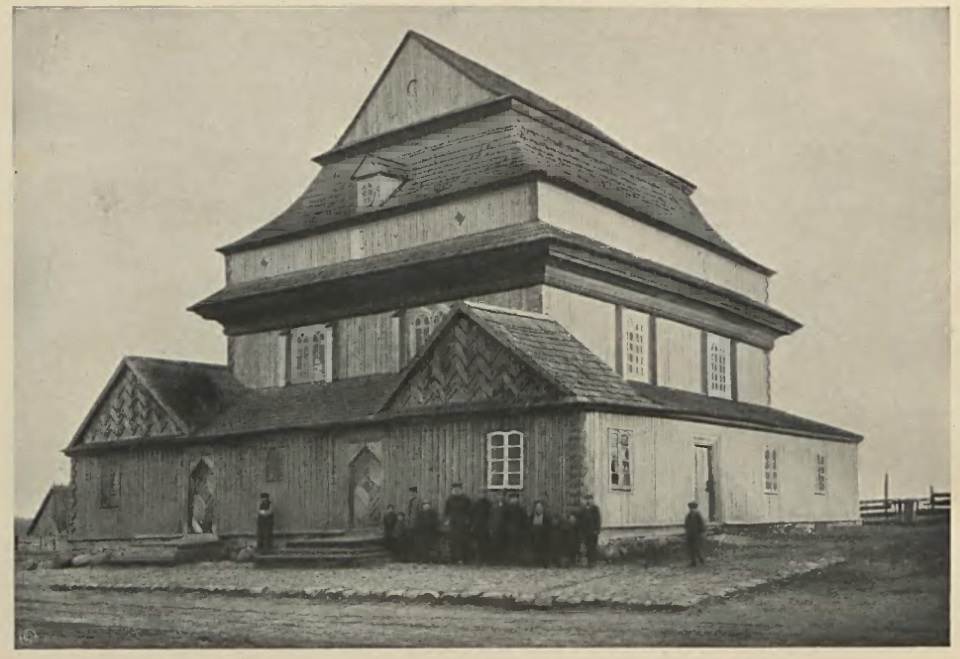
Synagoge in Suchowola (um 1910)

Die Synagoge in Suchowola, einer polnischen Stadt in der Woiwodschaft Podlachien, wurde Mitte des 18. Jahrhunderts errichtet. Die hölzerne Synagoge wurde während des Zweiten Weltkriegs zerstört.

## Geschichte
Als Datum des Baus wird 1747 angenommen. Die einheitliche Struktur und Bauweise deuten darauf hin, dass an dem Gebäude nur kleinere Änderungen vorgenommen wurden und es bis zu seiner Zerstörung im Zweiten Weltkrieg in seiner ursprünglichen Form erhalten war.

## Architektur

### Außen
Das imposante Gebäude bestand aus dem Gebetsraum der Männer, dem Hauptraum, und diesem im Westen vorgelagert einem Vestibül sowie rechts und links von diesem zwei kleinen Räumen. Entlang der gesamten Nord- und Südwand waren die Gebetsräume der Frauen.
Das hohe Dach war dreistufig gegliedert in einen unteren Teil, einem Mansardwalmdach und darüber einem Giebeldach. Die Teile waren durch kleine Wände voneinander abgegrenzt. Die niedrigeren Frauenräume und das Vestibül hatten je ein Pultdach, das sich an die Wände anlehnt. An den Ecken im Westen erweckten zwei Giebeldächer noch den Eindruck von Eckpavillons.
Die Haupthalle hatte an jeder Wand je zwei Fensterpaare (mit Rundbögen) oberhalb der Pultdächer. Frauenräume und Vestibül hatten kleinere, rechteckige Fenster.
Der Zugang zum Vestibül war durch zwei, symmetrisch angeordnete, spitzgiebelige Türen und von dort seitlich in die Seitenräume und zentral in den Gebetsraum. Der Zugang zu den Frauenräumen war von außen an den Längsseiten.

### Innen
Der Gebetsraum maß 15,00 × 10,80 m. Er war an den Wänden 6,50 m und bis zur Gewölbespitze 11,60 m hoch. Er lag einige Stufen tiefer als die äußeren Räume.
Das Gewölbe wurde durch vier Holzpfeiler abgestützt, in deren Mitte die Bima stand und die den Raum in neun nahezu gleich große Felder teilten. Dies ist bei steinernen Synagogen wie der Großen Vorstadt-Synagoge in Lemberg als Neun-Felder-Synagoge bekannt.
Innen war entlang der Westwand ein kleiner Balkon; dieses war vermutlich der einzige Teil, der später hinzugefügt wurde.
Der reich verzierte Toraschrein an der Ostwand ähnelte einem barocken Altar und reichte bis zum Beginn des Gewölbes. Er war von Säulen eingerahmt. Im oberen Teil befanden sich die Gesetzestafeln und darüber noch ein Adler mit gespreizten Flügeln.